# Ferredossina-nitrato reduttasi
La ferredossina-nitrato reduttasi è un enzima appartenente alla classe delle ossidoreduttasi, che catalizza la seguente reazione:
nitrito + H2O + 2 ferredossina ossidata ⇄ nitrato + 2 ferredossina ridotta+ 2 H+
L'enzima è una proteina ferro-zolfo contenente molibdeno.